# Station Whittlesea
Whittlesea is een spoorwegstation van National Rail in Whittlesey, Fenland in Engeland. Het station is eigendom van Network Rail en wordt beheerd door Greater Anglia. 